# Eiskastenspitze
L'Eiskastenspitze est une montagne qui s’élève à 3 371 m d’altitude dans les Alpes de l'Ötztal, en Autriche.